# STS-64
STS-64はスペースシャトルディスカバリーの複数の実験パッケージを行うミッション。1994年9月9日にフロリダのケネディー宇宙センターから打ち上げられた。

## クルー
| 地位                      | 宇宙飛行士                             | 宇宙飛行士                             |
| ------------------------- | -------------------------------------- | -------------------------------------- |
| 指令                      | リチャード・リチャーズ 4回目の宇宙飛行 | リチャード・リチャーズ 4回目の宇宙飛行 |
| パイロット                | L・ブレイン・ハモンド 2回目の宇宙飛行  | L・ブレイン・ハモンド 2回目の宇宙飛行  |
| ミッションスペシャリスト1 | ジェリー・リネンジャー 1回目の宇宙飛行 | ジェリー・リネンジャー 1回目の宇宙飛行 |
| ミッションスペシャリスト2 | スーザン・J・ヘルムズ 2回目の宇宙飛行  | スーザン・J・ヘルムズ 2回目の宇宙飛行  |
| ミッションスペシャリスト3 | カール・ミード 3回目の宇宙飛行         | カール・ミード 3回目の宇宙飛行         |
| ミッションスペシャリスト4 | マーク・リー 3回目の宇宙飛行           | マーク・リー 3回目の宇宙飛行           |

## ミッションパラメータ
- 質量: 9,260キログラム (20,410 lb) payload
- 近点: 259キロメートル (161 mi)
- 遠点: 269キロメートル (167 mi)
- 軌道傾斜角: 56.9°
- 公転周期: 89.5 分

### 宇宙遊泳
- リー、メアード  – EVA 1
- EVA 1 開始: 1994年9月16日 – 14時42分 UTC
- EVA 1 終了: 1994年9月16日 - 21時33分 UTC
- 時間: 6時間51分

## ミッションハイライト

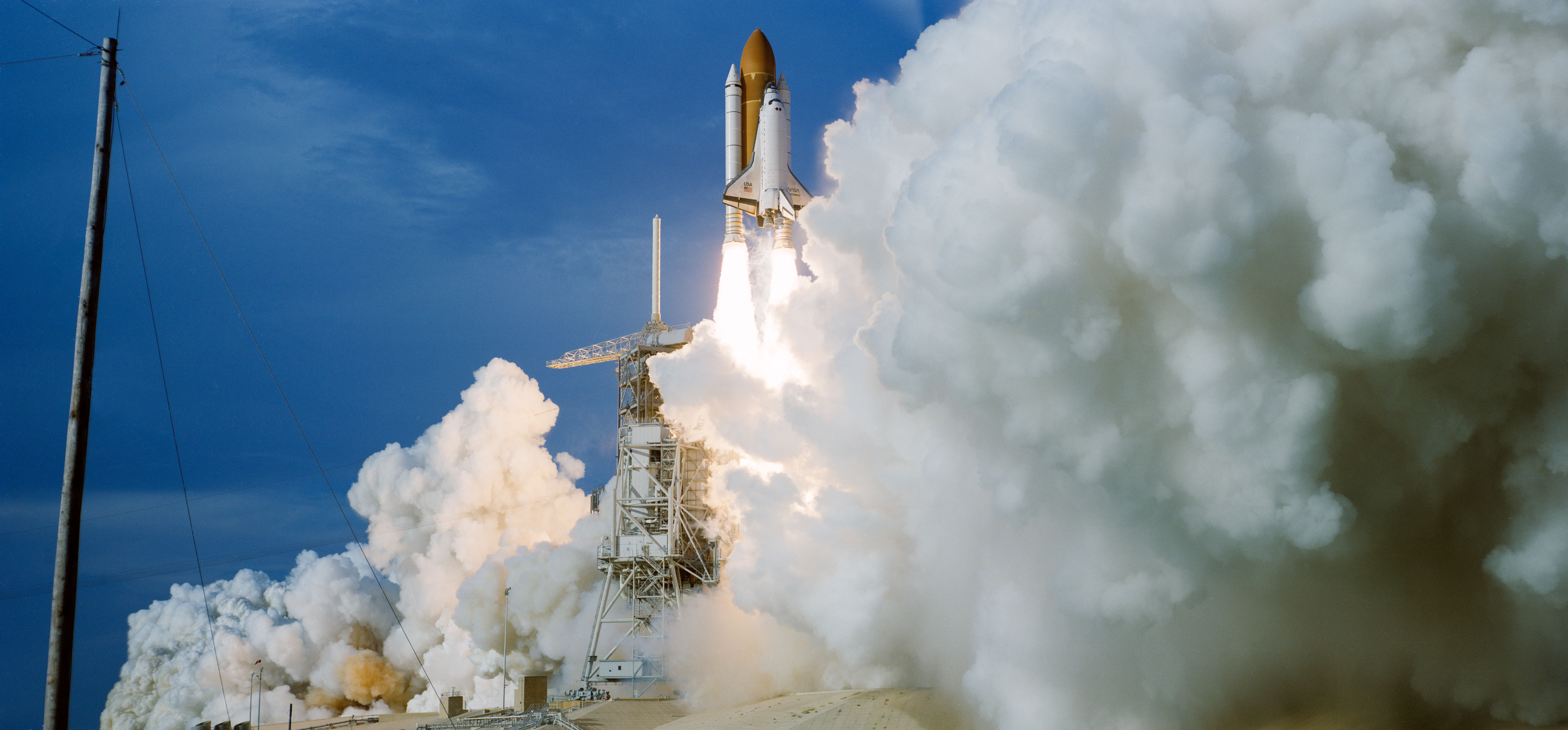
ケネディー宇宙センターからの打ち上げ

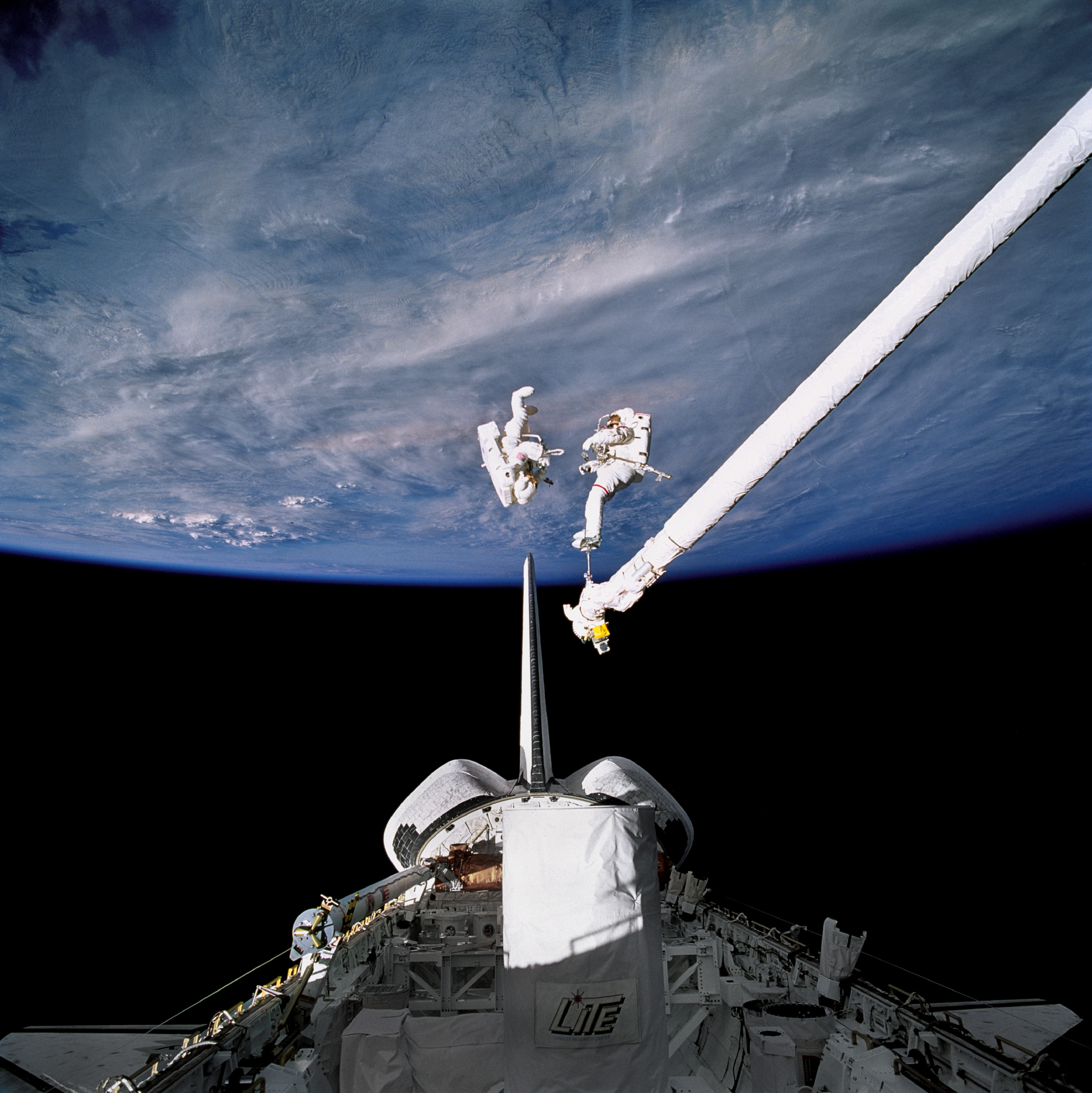
EVA中のリーとメアード

STS-64はLidar In-space Technology Experiment (LITE)の最初の飛行であり、命綱なしでのアメリカ初の宇宙遊泳が行われた。 ペイロードとして乗せられたLITEは、光検出と測距のための装置で、地球大気の研究のために電波の代わりにレーザーパルスを利用した光学レーダーである。この初飛行は技術試験として非常に成功した。LITE装置は53時間にわたって運用され、43時間以上のハイレートデータをもたらした。雲や嵐の構造、粉塵雲、汚染物質、森林火災、表面反射などで前例のない景色が見られた。北欧、インドネシア、南太平洋、ロシア、アフリカなどの上空で研究が行われた。20カ国65グループが地上および航空機の装置からLITEのデータを確認し検証測定を行った。LITE科学計画はNASAの地球惑星ミッションの一部であった。

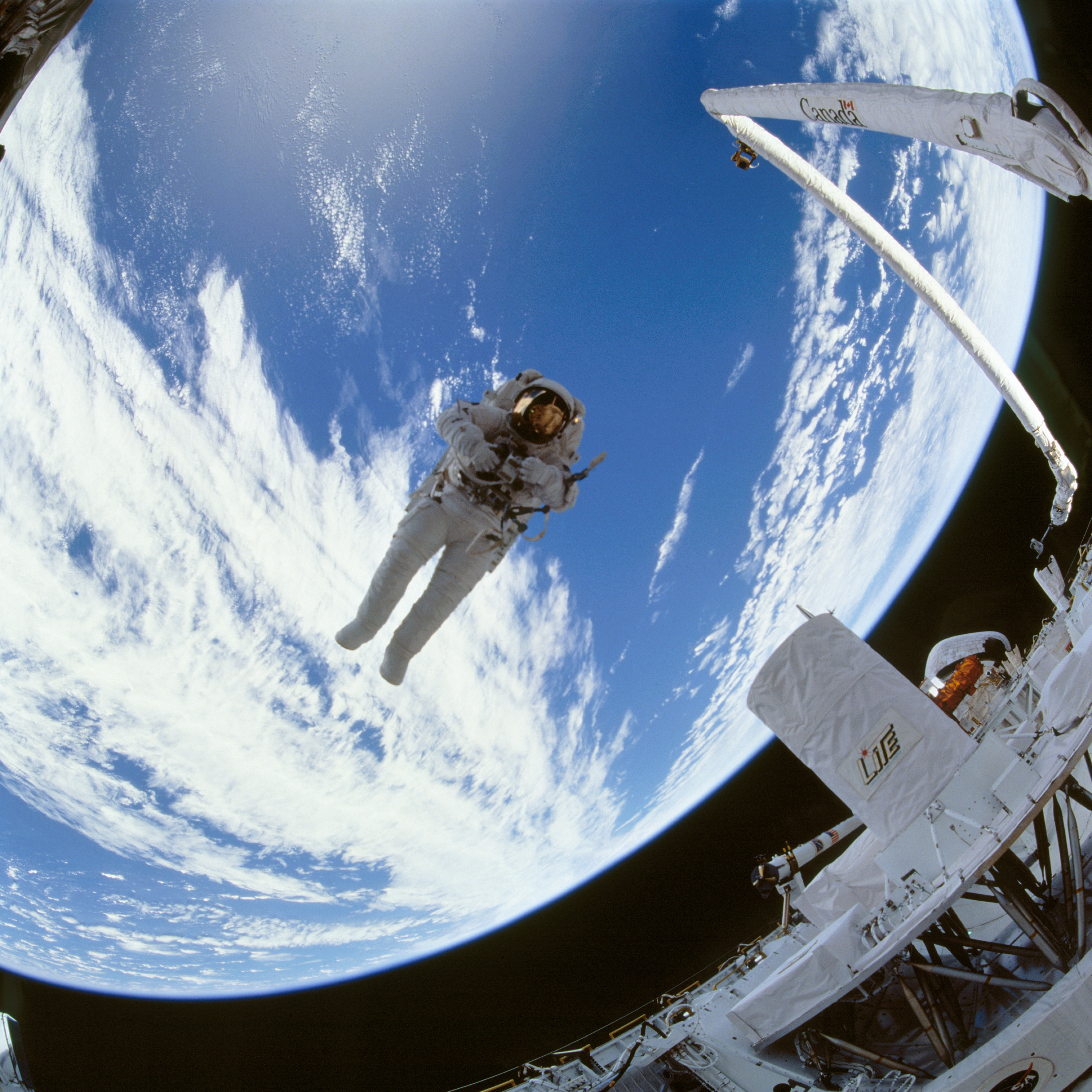
ペイロードベイの上を漂うメアード

ミッションスペシャリストのリーとメアードは9月16日にシャトル計画で28回目のEVAを行った。6時間以上のEVAで、彼らはSimplified Aid for EVA Rescue(SAFER)と呼ばれる新しいバックパックを試験した。これはEVA中に命綱を使わないでいられるような設計がされていた。SAFERの運用はSTS-51-A以来初の命綱なしの宇宙遊泳となった。SAFERはその後のアメリカの宇宙遊泳や国際宇宙ステーション建設時に他国が利用する主な宇宙服になった。

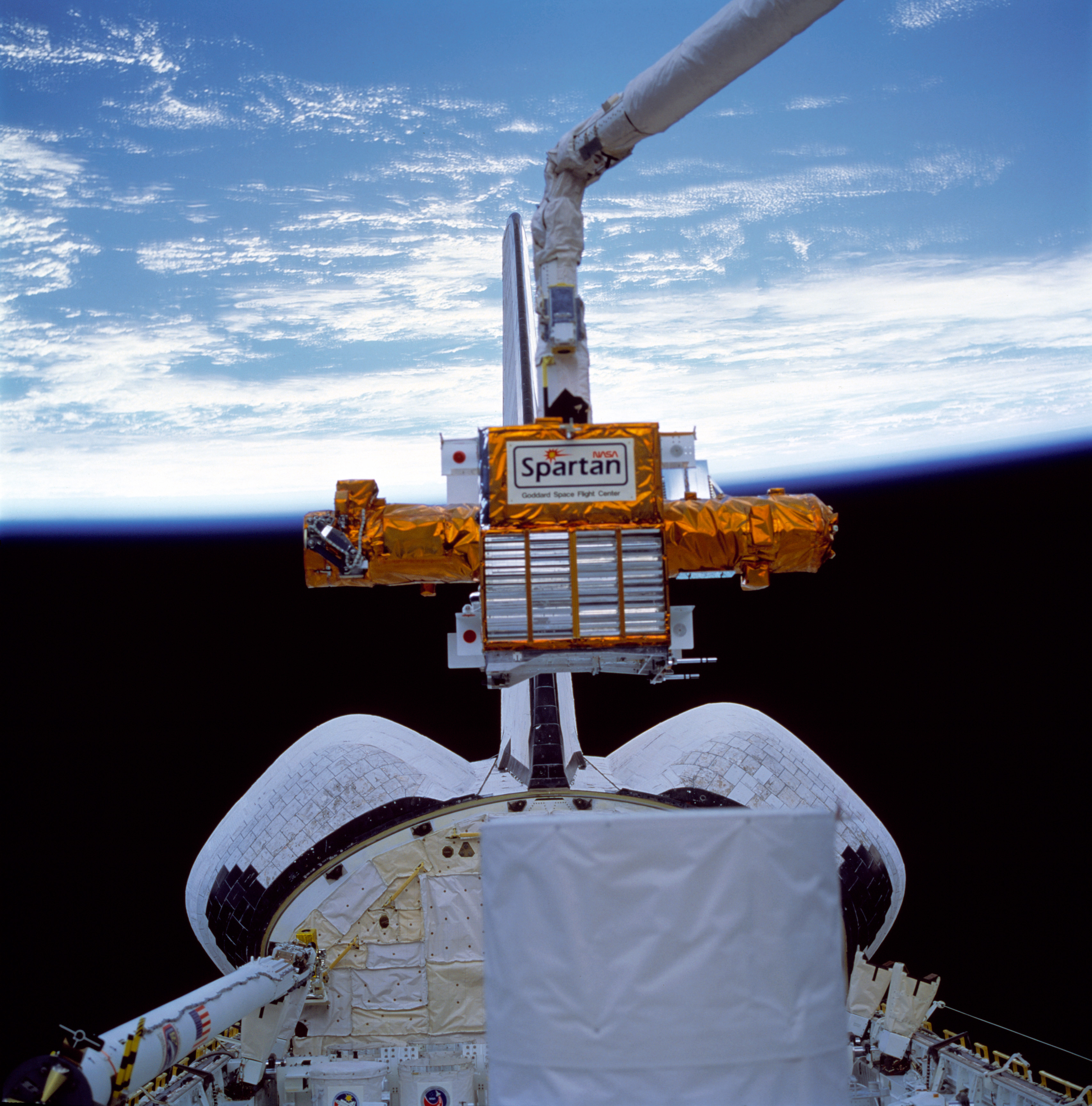
アームにつかまれたSPARTAN

5日のミッションで、Astronomy-201シャトル向き自動研究ツール(Shuttle Pointed Autonomous Research Tool for Astronomy-201、SPARTAN-201)が自由飛行を行うために遠隔操作用アームで放たれた。SPARTAN-201はシャトルでの2回目の飛行であり、太陽風の加速度や速度、太陽のコロナの側面測定などが目的であり、データを記録していた。記録したデータは地球に帰ってから再生された。SPARTAN-201は2日のデータ収集の後に回収された。
その他のペイロードにはシャトルのロボットアームの拡張で備えられた10メートル程度の装置であるシャトル噴射圧衝突飛行実験装置(Shuttle Plume Impingement Flight Experiment、SPIFEX)が乗せられていた。SPIFEXはミールや計画中の宇宙ステーションなど大規模な宇宙建造物でのスラスタ圧の潜在的な影響についての理解を深めるために反動制御装置(RCS)スラスターのデータ収集を行うために設計されていた。ロボット自動運用処理システム(Robot Operated Processing System、ROMPS)はアメリカ初の宇宙での自動運用システムであり、カーゴベイの壁に取り付けられた2台のゲットアウェイ・スペシャル(GAS)キャニスタに乗せられていた。GASのブリッジアセンブリは12のcansを処理し、10の自己完結型実験を行った。
中間デッキ実験では植物標本の宇宙飛行での影響を調べる実験(Biological Research in Canister、BRIC)、陣形形成と離散の分析のための航跡の高解像度画像の撮影(Military Application of Ship Tracks、MAST)、宇宙での火炎伝播のデータを得るための実験(Solid Surface Combustion Experiment、SSCE)、電離放射線を測定する実験(Radiation Monitoring Equipment III、RME III)軌道上と地上のアマチュア無線家との間で短波無線の通信可能性を実証する実験(Shuttle Amateur Radio Experiment II、SAREX II)、空軍マウイ光学局(AMOS)の試験などが行われ、これらはシャトルに搭載されるハードウェアを必要としなかった。
STS-63は全体が加圧された加圧のアドバンスド・クルー・エスケープ・スーツと呼ばれる与圧服を用いた最初のミッションであり、これは最終的に部分加圧の打ち上げ再突入時用スーツと取り替えられた。

## 註
1. ↑  National Space Society - Space Shuttle Flight 64